# Sarna europejska
Sarna europejska (Capreolus capreolus) – gatunek ssaka parzystokopytnego z rodziny jeleniowatych. Jedno z ważniejszych zwierząt łownych Europy. Samica w nomenklaturze łowieckiej jest nazywana kozą, samiec rogaczem lub kozłem, młode zaś koźlętami. Istnieje również łowieckie określenie sarniak na dorosłego samca sarny.

## Występowanie i biotop
Obecny zasięg występowania gatunku obejmuje Europę, Azję Mniejszą i region Morza Kaspijskiego. W Azji występuje blisko z nią spokrewniona sarna syberyjska, do niedawna traktowana jako podgatunek sarny europejskiej. Zasięgi występowania obydwu gatunków graniczą ze sobą w górach Kaukazu.
W Polsce sarna europejska jest gatunkiem pospolitym w całym kraju, najliczniejszym w jego zachodniej części.
Jej siedliskiem są równinne i górskie (do 2400 m n.p.m.) rzadkie lasy liściaste i mieszane oraz zarośla. W Europie – oprócz populacji leśnej – występuje populacja polna, która przystosowała się do życia na otwartych terenach uprawnych, łąkach, a nawet w ogrodach w pobliżu osiedli i miast.

## Charakterystyka ogólna
| Podstawowe dane anatomiczne       | Podstawowe dane anatomiczne |
| --------------------------------- | --------------------------- |
| Długość ciała                     | 95–140 cm                   |
| Wysokość w kłębie                 | 60–90 cm                    |
| Długość ogona                     | 1–2 cm                      |
| Masa ciała                        | 15–35 kg                    |
| Podstawowe dane cyklu rozrodczego |                             |
| Dojrzałość płciowa                | 2 lata                      |
| Liczba młodych w miocie           | 1–3                         |
| Długość życia                     | 5–12 lat                    |

### Wygląd
Sarna europejska jest zwierzęciem średniej wielkości o smukłym ciele, wysokich nogach, sierści czerwonobrązowej w lecie, siwobrązowej lub siwożółtej w zimie, z białą lub żółtawą plamą na pośladkach. W Niemczech i Holandii spotykane są osobniki o czarnym ubarwieniu, a w całym zasięgu występowania również białe albo łaciate. Racice małe, ostro zakończone. Palce boczne są wysoko osadzone, nie dotykają podłoża.
Wysokość w kłębie ok. 75 cm, długość 95–140 cm (w tym tułowia ok. 70 cm), przeciętna masa ciała ok. 25 kg (koza ok. 10% mniej). Poroże samców (parostki) osiąga 25–30 cm, u dorosłych zwykle z trzema odnogami (są to tzw. szóstaki regularne, jeśli każda z tyk ma trzy odnogi, i nieregularne, kiedy tylko jedna tyka ma trzy, a druga posiada mniej odnóg), zrzucane są na przełomie października i listopada; nowe rośnie w scypule do kwietnia. Z końcem kwietnia, bądź na początku maja ma miejsce ścieranie scypułu.
W 2008 w Prato we Włoszech odkryto samca sarny europejskiej z jednym parostkiem położonym na środku czaszki. Naukowcy uważają, że jest to wada genetyczna tego osobnika, ponieważ jego bliźniak ma normalne poroże złożone z dwóch parostków.

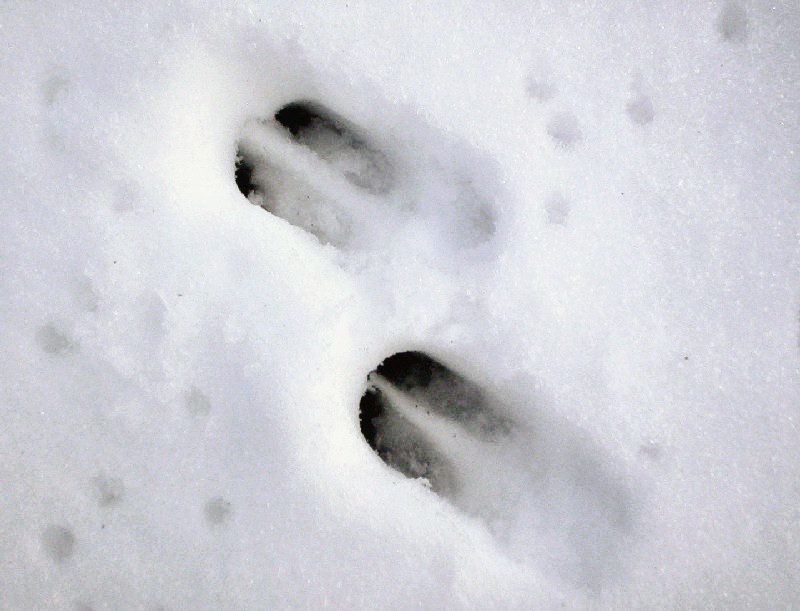
Trop sarny europejskiej

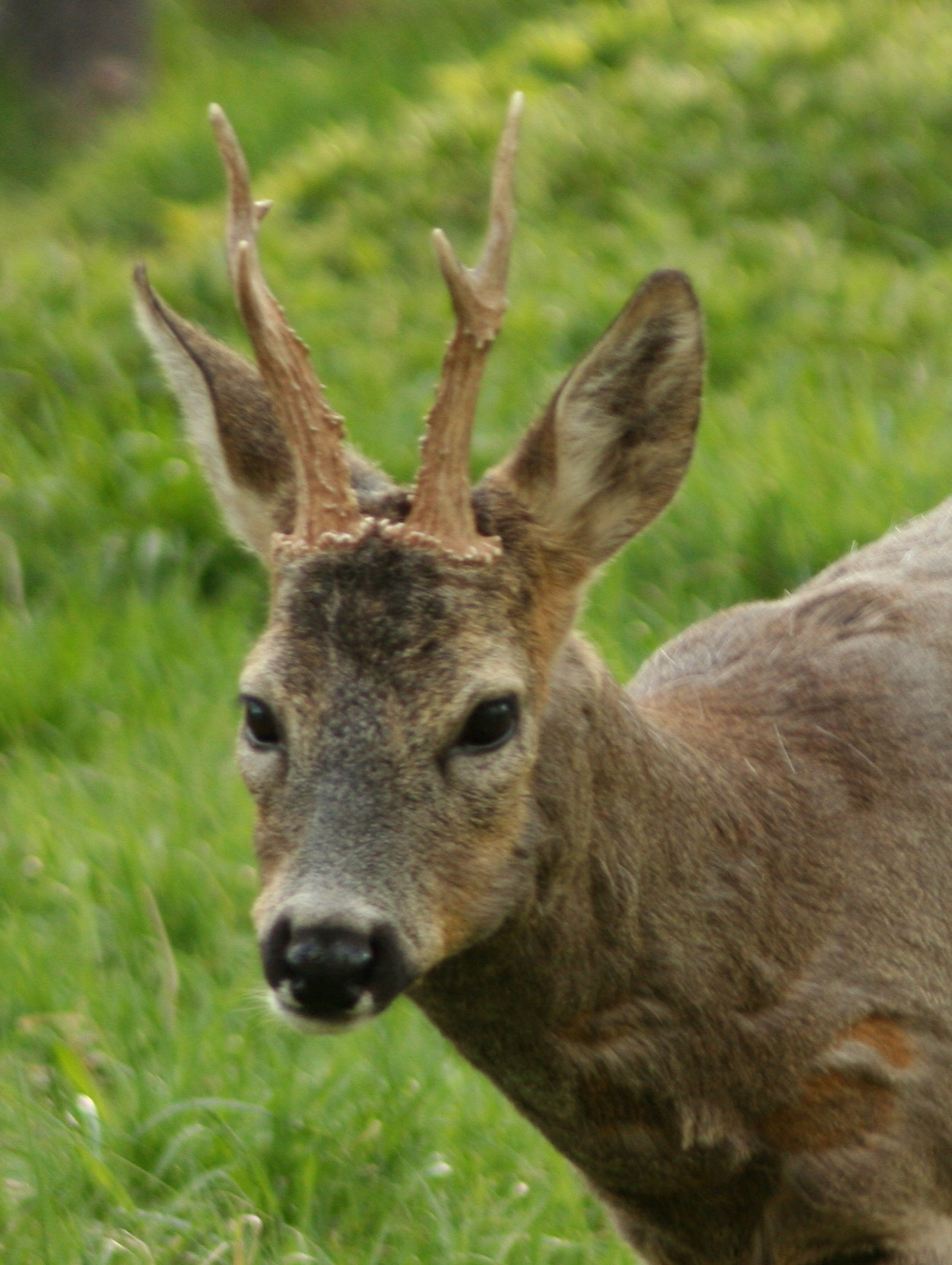
Samiec sarny europejskiej – kozioł

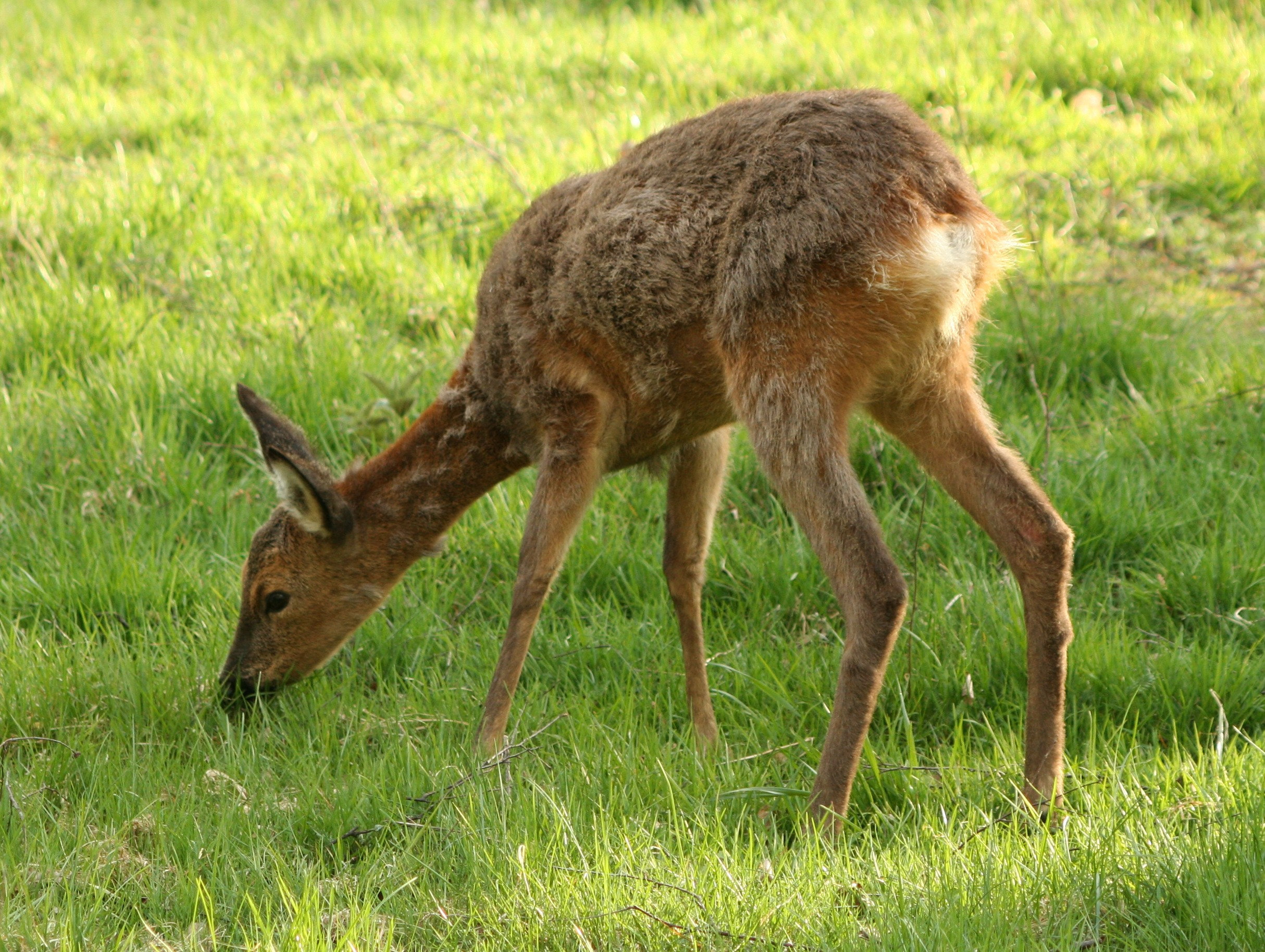
Samica sarny – koza

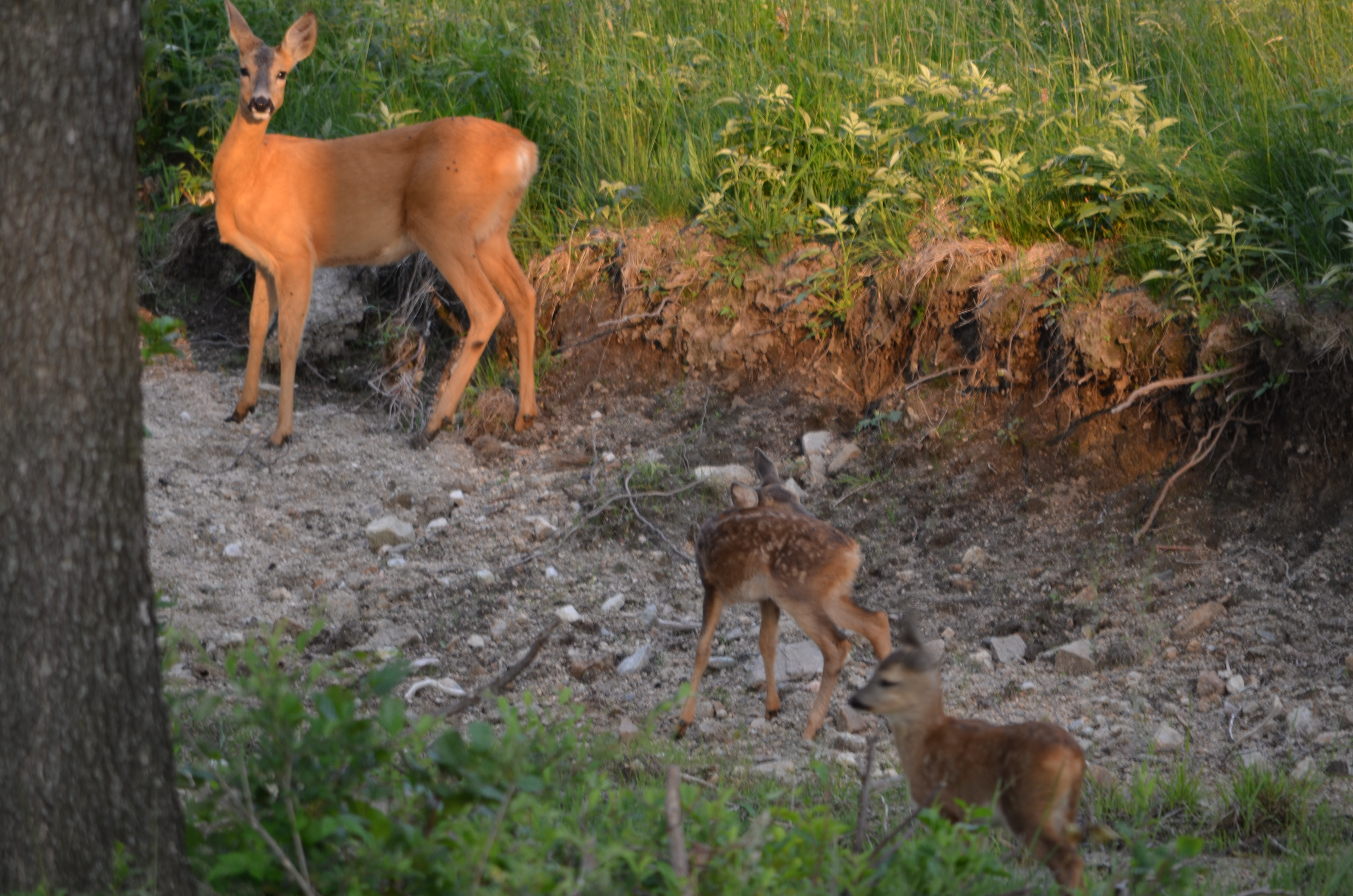
Sarna europejska z młodymi

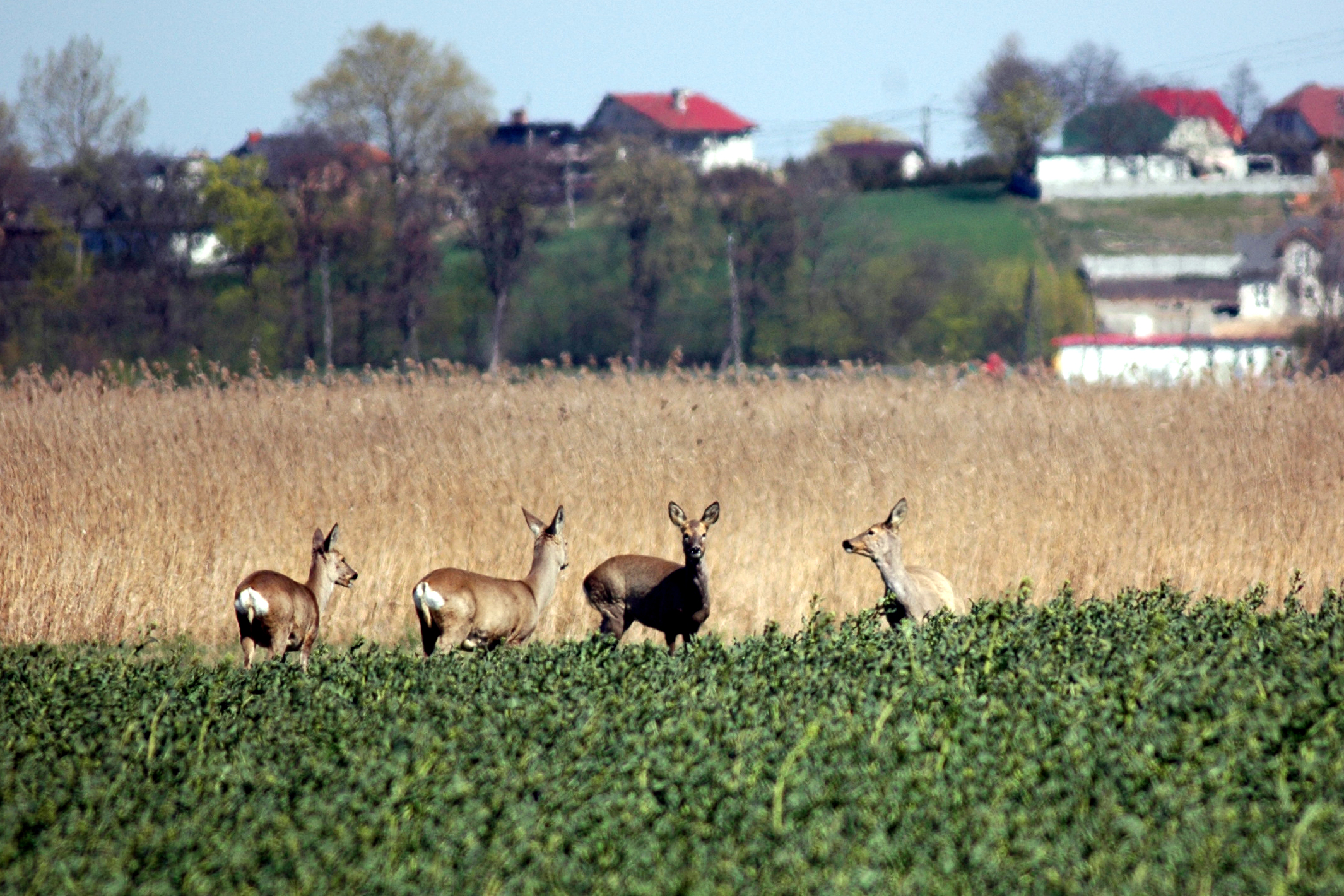
Sarny europejskie na polu oziminy

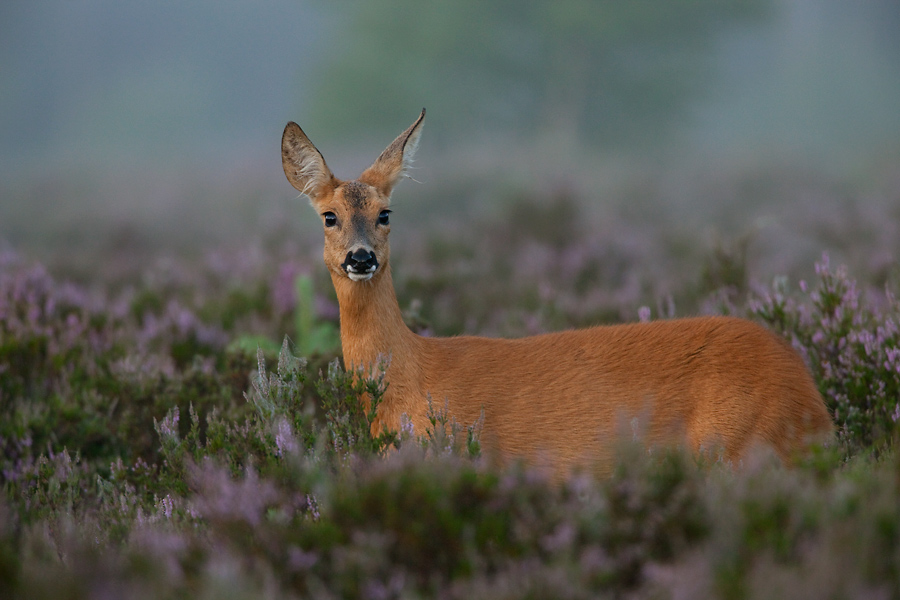

### Tryb życia
Sarny europejskie w okresie od późnej jesieni do wiosny żyją w stadach złożonych z kilku do kilkudziesięciu osobników prowadzonych przez doświadczoną samicę. Po tym okresie rudle się rozluźniają i rozbijają na mniejsze grupy. Największą aktywność wykazują we wczesnych godzinach rannych, południowych i wieczornych. Mogą żerować w nocy. Sarna europejska jest gatunkiem roślinożernym. Żywi się trawami, ziołami, liśćmi, grzybami i owocami leśnymi. Samce wykazują zachowania terytorialne i związaną z tym agresję.

### Rozród
Ciąża u saren zapłodnionych w okresie letniej rui (od połowy lipca do połowy sierpnia) trwa prawie 10 miesięcy, a w przypadku zapłodnienia w listopadzie lub grudniu – 4,5 miesiąca (zimowa ruja występuje u kóz niezapłodnionych w czasie rui letniej). U saren zapłodnionych w lecie przez pierwsze 5 miesięcy występuje zjawisko ciąży przedłużonej (utajonej) polegającej na zahamowaniu rozwoju zarodka w stadium blastuli na okres około 150 dni.
Wykocenie odbywa się w maju lub czerwcu. Samica rodzi w odosobnionym miejscu od 1 do 3 koźląt. Pozostawia je w ukryciu podchodząc do ich kryjówki tylko na czas karmienia. W pierwszych dniach życia koźląt kontakty matki z dziećmi oraz między rodzeństwem są ograniczone do niezbędnego minimum. Relacje rodzinne nasilają się po dołączeniu młodych do stada. Młode zaczynają pobierać pokarm roślinny w drugim tygodniu życia, do 6 tygodnia mają po bokach tułowia po 3 rzędy białych plamek. Koźlęta pozostają przy kozie przez rok, a czasem dłużej. Dojrzałość płciową sarna europejska osiąga w wieku 2 lat.

## Znaczenie
Na sarny europejskie poluje się dla mięsa i skór. Mięso (sarnina) jest uważane za bardzo smaczne. Ze skór sarny europejskiej wyprawiane są zamsze (skóry zamszowe).

## Zagrożenia i ochrona

### Potomstwo
Sarny europejskie są narażone na ataki drapieżników (wilk szary, ryś, niedźwiedź, wałęsające się psy). Szczególnie narażone są młode koźlęta zanim nabiorą zdolności szybkiego biegu. Jedną ze strategii obronnych saren jest pozostawianie młodych tuż po porodzie w odosobnionych miejscach. Matka przebywa w pobliżu, ale do miejsca ukrycia koźląt podchodzi tylko na czas karmienia.
Koźlęta sarny europejskiej w pierwszych dniach życia nie mają własnego zapachu. Dzięki temu drapieżniki (nawet psy myśliwskie) nie mogą ich wyczuć. Znalezionych przypadkowo w lesie koźląt nie należy dotykać, ponieważ w ten sposób człowiek przekazuje swój zapach, co pozbawia młode naturalnej ochrony przed drapieżnikiem. Nie należy również koźląt zabierać pod pretekstem porzucenia przez matkę. Pozostawianie samotnych młodych w ukryciu jest naturalną strategią obronną wielu gatunków jeleniowatych.
Gatunek Capreolus capreolus nie jest objęty konwencją waszyngtońską (CITES).
Sarna europejska jest zwierzęciem łownym zaliczanym do kategorii zwierzyny grubej (zwierzyny płowej) i podlega sezonowej ochronie łownej. Okres polowań na kozły rogacze trwa od 11 maja do 30 września, natomiast na kozy i koźlęta polowania prowadzi się od 1 października do 15 stycznia.
Według danych GUS (Mały Rocznik Statystyczny Polski 2010), pozyskanych na podstawie inwentaryzacji zwierzyny łownej, liczebność polskiej populacji sarny europejskiej wynosi około 828 tysięcy osobników.
W Czerwonej księdze gatunków zagrożonych Międzynarodowej Unii Ochrony Przyrody i Jej Zasobów został zaliczony do kategorii LC (least concern – niskiego ryzyka).